# كأس التحدي الأوروبي 2002–03
كأس التحدي الأوروبي 2002–03 (بالإسبانية: European Challenge Cup 2002-03)‏ هو الموسم 7 من  كأس التحدي الأوروبي. أقيم خلال الفترة 11 أكتوبر 2002 وحتى 25 مايو 2003، وفاز فيه Wasps RFC ‏.